# Köbi Kuhn
Köbi Kuhn, született Jakob Kuhn (Zürich, 1943. október 12. – Zollikerberg, Zürich kanton, 2019. november 26.) válogatott svájci labdarúgó, edző.

## Pályafutása
Labdarúgó pályafutása alatt az FC Zürich játékosa volt, melynek színeiben 6 bajnoki címet és 5 kupagyőzelmet szerzett. A svájci válogatottban 63 alkalommal szerepelt és részt vett az 1966-os világbajnokságon.
Az edzősködést 1983-ban korábbi klubjánál a Zürichnél kezdte. 1995 és 2001 között a svájci U21-es válogatott szövetségi edzője volt.
Edzői pályafutása legismertebb időszaka kétségkívül az az időszak, amikor Svájc szövetségi kapitánya volt 2001 és 2008 között. Ekkor három nagy tornán is irányíthatta a válogatottat (2004-es Eb, 2006-os vb, 2008-as Eb). A 2008-as Európa-bajnokságon társházigazdaként szerepeltek.

## Sikerei, díjai
FC Zürich
- Svájci bajnok (6): 1962–63, 1965–66, 1967–68, 1973–1974, 1974–75, 1975–76
- Svájci kupagyőztes (5): 1965-66, 1969-70, 1971-72, 1972-73, 1975-76